# コウビルド英英辞典
コウビルド英英辞典（コウビルドえいえいじてん 英語:Collins COBUILD Advanced Dictionary 略称:CCAD）は、ハーパーコリンズから発行されている学習者向けの英英辞典である。

## 概要
学習者（非英語ネイティブスピーカー）向けの英英辞典には『ロングマン現代英英辞典』や『オックスフォード現代英英辞典』があるが、本辞典と両辞典との違いは語句の定義をフルセンテンス、つまり、主語や動詞など文章として必要な全ての要素を省略していない文章でしている点にある。物書堂からiOS（iPhoneおよびiPod touch、iPad）向けにイギリス英語版、アメリカ英語版のアプリケーションが発売されている。
2023年現在は桐原書店が日本国内での販売を代行している。

## 改訂履歴
- 2003年9月 第4版 ISBN 978-0-00715-800-3
- 2006年2月 第5版 ISBN 978-4-88996-203-1
- 2008年4月 第6版 ISBN 978-1-42400-825-4
- 2012年12月 第7版 ISBN 978-4-88996-313-7
- 2014年10月 第8版 ISBN 978-0-00758-058-3
- 2018年6月 第9版 ISBN 978-0-00825-321-9